# Арька
Арька — река в России, протекает в Лукояновском районе Нижегородской области. Устье реки находится в 38 км по левому берегу реки Ежать. Длина реки составляет 17 км.
Исток реки у деревни Тетюши в 6 км к северо-востоку от центра города Лукоянов. Генеральное направление течения — восток. Верхнее течение выше села Большая Аря в межень пересыхает. Арька протекает деревню Тетюши, село Большая Аря и деревню Докучаево (все — Большеарский сельсовет). Впадает в Ежать у села Новосёлки.

## Данные водного реестра
По данным государственного водного реестра России относится к Верхневолжскому бассейновому округу, водохозяйственный участок реки — Сура от устья реки Алатырь и до устья, речной подбассейн реки — Сура. Речной бассейн реки — (Верхняя) Волга до Куйбышевского водохранилища (без бассейна Оки).
По данным геоинформационной системы водохозяйственного районирования территории РФ, подготовленной Федеральным агентством водных ресурсов:
- Код водного объекта в государственном водном реестре — 08010500412110000039548
- Код по гидрологической изученности (ГИ) — 110003954
- Код бассейна — 08.01.05.004
- Номер тома по ГИ — 10
- Выпуск по ГИ — 0